# Доктор медицини
До́ктор Медици́ни (з лат. Medicinae Doctor, M.D.) — медичний ступінь, значення якого залежить від різних юрисдикцій. У державах, які використовують систему Сполучених Штатів Америки, ДМ позначає перший ступінь здобувача в галузі професійної майстерності після закінчення медичної школи. У країнах, що дотримуються традицій Великої Британії, ДМ означає науковий докторський ступінь, вищий докторський ступінь, лат. Honoris causa докторський чи прикладний клінічний ступінь, лише для випускників медичних закладів; еквівалент першого професійного ступеня, зазвичай називається бакалавр медицини, бакалавр хірургії (БМБХ, лат. Medicinae Baccalaureus Baccalaureus Chirurgiae, англ. MBBS).

## Історія

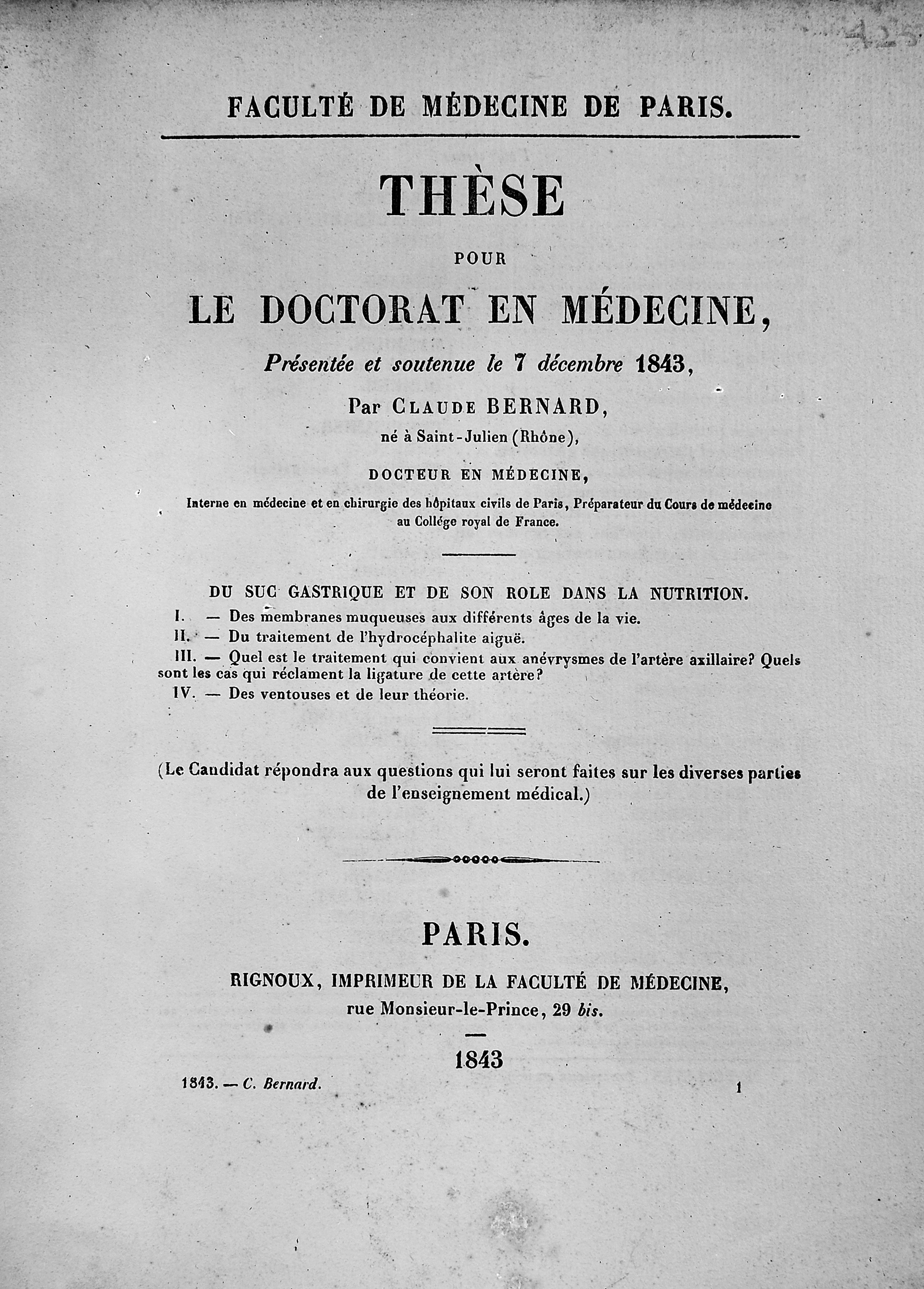
Титульна сторінка дисертації, надано Клодом Бернардом для отримання ступеня Доктора Медицини (1843)

В 1703 році, перший випускник Університету Глазго, Самуїл Бенйон (англ. Samuel Benion), отримав вчений ступінь Доктора Медицини.
Вершиною університетської медичної освіти в Англії була кваліфікація БМ, та у Шотландії ДМ, поки в середині XIX століття державні органи, які регулювали медичну практику, на той час почали вимагати у практиків як у Шотландії, так і в Англії отримати подвійну освіту Бакалавр Медицини та Бакалавр Хірургії (англ. MB BS/ лат. MBChB/MB BChir/BM BCh  і т. д.). Північно-Американські медичні школи перейшли на традиції стародавніх університетів Шотландії і почали надавати титул англ. MoD, а не БМ, починаючи наприкінці XVIII століття.  Колумбійський університетський коледж лікарів та хірургів в Нью-Йорку (який на той час називався Королівський Коледж Медицини) був першим Американським університетом, що надавав ступінь ДМ замість БМ.
Ранні медичні школи в Північній Америці, надавали ступінь Доктор Медицини в Колумбії, Пенсільванії, Гарварді, Меріленді, і Макгілла. Кілька цих Північно-Американських медичних шкіл були засновані (здебільшого) лікарями та хірургами, які пройшли навчання в Англії та Шотландії.
Жіноча форма, «Докторесса медицини» або лат. Medicinae Doctrix, була також використана в НовоАнглійському Жіночому медичному коледжі в Бостоні в 1860-х роках. У більшості країн, де є ступінь Доктора Медицини, наявність сьогодні ступеня не означає, що його власник має право  займатися медичною практикою. Як правило, лікар повинен пройти ординатуру принаймні чотири роки та пройти певну форму ліцензійного екзаменування в даній юрисдикції.

## Вчені ступені лікарів за країнами

### Австралія
Історично склалося так, що медичні навчальні заклади Австралії успадкували британські традиції присвоєння ступеня Бакалавра Медицини і Бакалавра Хірургії (БМБХ, англ. MBBS) своїм випускникам з можливим наданням звання Доктора Медицини (ДМ) за ступінь їх підготування наукового дослідження, аналогічний до кандидата наук (англ. PhD) або за почесний докторський ступінь. Хоч більшість австралійських випускників програм БМБХ з 1990-х років, при колишньому Австралійському Кваліфікаційному Центрі (АКЦ, англ. Australian Qualifications Framework, AQF), як і раніше, класифікуються як 7-ий Рівень Бакалаврату разом з іншими програмами підступеневої освіти.
Остання версія АКЦ включає нову категорію 9-го Рівня Магістрів(Розширена), що дозволяє використовувати термін Доктор для означення титульного ступеня відповідно професійної програми. Зрештою, різні медичні навчальні заклади Австралії замінили їх еквівалент ступеня з БМБХ на ДМ для вирішення попередньої аномальної номенклатури. З введенням ступеня Магістра наук (рівень ДМ), університети перейменували їх попередніх Докторів медичних наук. Університет Мельбурна був першим, де ввели ДМ в 2011 році, як базову медичну освіту, і перейменував свої наукові ступені на Доктора Медичних Наук (англ. DMedSc).

### Аргентина
В Аргентині, першим ступенем лікаря або англ. Physician Diplomate (ісп. Título de Médico) є еквівалент Північно-Американському ступеневі ДМ; з шести років інтенсивних навчань, як правило, три або чотири роки резидентури в якості основної спеціальності в конкретному емпіричному напрямку, що складається з стажування, соціальних послуг та спорадичних досліджень. Тільки власники Медичного Титулу можуть отримати ступінь Доктора пройшовши програму Доктора Медицини, яка затверджена Національною комісією з атестації та акредитації університету.

### Афганістан
В Афганістані, медична освіта починається після закінчення вищої школи. Не вимагається попередніх до-медичних курсів або ступінь бакалавра. Прийнятність заявників визначається рангом отриманим при здаванні державних вступних іспитів в університет, проводяться щороку по всій країні. Зарахування у Медичній школі є конкурентним, і тільки студенти з вищими рейтингом приймаються до медичних програм. Первинна медична освіта буде завершується через 7 років. Згідно нової медичної програми (з 2016 року), у 12-му семестрі студенти-медики повинні виконати дослідження на медичні теми і надати наукову роботу, як частину свого навчання. Медичним випускникам видається сертифікат загальної медицини, розглядається як  «ДМ» та затверджений «Міністерством вищої освіти Афганістану». Всі лікарі повинні пройти ліцензування та отримати реєстраційний номер медичної ради «Міністерства охорони здоров'я», перш ніж вони офіційно розпочинають практику. Згодом вони можуть спеціалізуватися в певній галузі медицини у медичних вузах, які пропонують необхідну кваліфікацію. Після закінчення навчання студенти можуть закінчити ординатуру(англ. residency).

#### Специфікація ДМ
До Громадянської війни в Афганістані, медична освіта викладалась іноземними викладачами або Афганськими професорами, які отримали медичну освіту закордоном. Кабульський медичний інститут випускає  сертифікованих студентів як «Магістр Медицини». Після Громадянської війни, медична освіта дуже змінилася, і атестація ДМ звелася до «Бакалавр Медицини».

### Болгарія
Наприкінці шестирічної медичної програми від Болгарських медичних шкіл, студентам медикам присвоюється  академічний ступінь Магістра Медицини і професійний титул Лікаря — Доктор Медицини (ДМ, англ. MD).

### Данія
У Данії, базова медична освіта і навчання доступні в чотирьох університетах: Університет Копенгагена, Університет Орхуса, Університет Південної Данії і Університет Ольборгу. Тривалість базової медичної освіти і навчання — шість років, звичайно, призводить до присвоєння ступеня Кандидата Медицини (англ. Candidate of Medicine, еквівалентно також до ступеня Магістра). Студенти отримують кваліфікацію «медичний доктор» (ДМ) після присяги клятвою Гіппократа, по закінченні навчання.
Медична школа зазвичай передбачає рік резидентури(клінординатури?), називається Основна клінічна підготовка (дан. Klinisk basisuddannelse чи дан. KBU), після успішного закінчення якої здобувач отримує право практикувати медицину без нагляду.

### Ізраїль
В Ізраїлі є п'ять університетських медичних шкіл, в тому числі Техніон в Хайфі, Університет Бен-Гуріона в Беер Шева, Тель-Авівський університет, Єврейський університет в Єрусалимі та медична школа Університет Бар-Ілан у Цфат. Усі вони дотримуються європейської 6-річної моделі, крім Університету Бар-Ілан, яка має чотирирічну програму, аналогічну американській системі. Однак з 2009 року Тель-Авівський університет запровадив чотирирічну програму схожу на американську систему для студентів з ступенем бакалавра в певних біологічних науках. Вступні вимоги різних шкіл медицини дуже суворі. Від вступника вимагають, щоб бал бакалаврату вищої школи перевищував 100, а психометричний екзаменаційний рівень перевищив 740. Вимоги до рівня медичної освіти суворі та продовжують збільшуватись, і в Ізраїлі бракує лікарів[джерело?]. Медичний факультет Техніону, Університет Бена Гуріона та Медичний факульте Tel Aviv University Sackler пропонує 4-річні програми для американських студентів, які мають освіту американських коледжів та вибрали англ. Medical College Admission Test (MCAT), зацікавлені в завершенні суворої медичної освіти в Ізраїлі, перш ніж повернутися в США або до Канади. У Ізраїлі ступінь Доктора Медицини (ДМ) вважається еквівалентом ступеня Магістра (англ. Master's) академічно та юридично
.

### Індія
Ступінь БМБХ (Бакалавр Медицини/Бакалавр Хірургії, англ. MBBS (Bachelor of Medicine/Bachelor of Surgery)) являє перший (підступеневий) рівень підготовки, для тих хто бажає бути ліцензованими в якості лікаря (інші ступені в альтернативній медицині є англ. BAMS, BHMS, BSMS і т. д.), і МХ (Магістр Хірургії, англ. MS або ДМ (англ. MD) для післядипломного рівня, репрезентують спеціальну підготовку. Еквівалентним навчанням у США або Канаді, буде закінчення медичного (післядипломного) ступеня. Право на участь в МХ або ДМ надається лише медичним випускникам, які отримали ступінь БМБХ (англ. MBBS).
Курс в університеті розрахований на п'ять з половиною років. Підготування виглядає наступним чином:
1. Доклінічні (Анатомія, Фізіологія та Біохімія)
2. Параклінічні (Патологія, Мікробіологія, Фармакологія, Судова Медицина та Громадська Медицина)
3. Клінічні (Офтальмологія, Оториноларингологія, Загальна Медицина, Загальна Хірургія, Педіатрія та Акушерство / Гінекологія, спеціальні цикли, такі як Ортопедія, Радіологія тощо).

Після трьох років навчання і успішної здачі іспиту, який включає в себе як теоретичні, так і практичні елементи, в доклінічних або клінічних темах не операційного характеру [наприклад, Анатомія (оскільки тема присвячена вивченню анатомії шляхом розтину трупів, таким чином, враховуючи ступінь доктора медицини), Фізіологія, Внутрішні Хвороби, Педіатрія, Патологія, Мікробіологія, Фармакологія] кандидат отримує ступінь Доктора Медицини, в той час як в клінічному — предмети хірургічного характеру (наприклад, Загальна Хірургія, Ортопедія, Акушерство/Гінекологія, Офтальмологія), кандидат отримує еквівалентну ступінь Майстра Хірургії (Магістр Хірургії, МХ, англ. Master of Surgery, MS).
Інша, альтернативна кваліфікація називається — ДНБ [Дипломант Національної Ради, англ. Diplomate of National Board], є еквівалентом ступенів ДМ та МХ. Його можна отримати, склавши іспит, який організовує Національна Екзаменаційна Комісія (англ. National Board of Examinations) після завершення 3-річного курсу БМБХ в лікарнях, визнаних радою. Коледж Лікарів і Хірургів в Бомбеї (англ. College of Physicians & Surgeons of Bombay), Індія (створений в 1912 році) також нагороджує вищими післядипломним ступенем у клінічних та доклінічних спеціальностях, називається англ. FCPS; він передбачає три роки навчання і успішне здавання іспиту, який включає в себе як теоретичні, так і практичні аспекти, а також пошукову дисертацію та лат. viva. FCPS презентує спеціальну клінічну підготовку еквівалентну до ступенів ДМ/МХ/ДНБ/ДФ М (англ. MD/MS/DNB/Ph.D Medical in Medical Doctorate) в інших частинах світу. До 2007 року уряд Індії і Медична Рада Індії визначали кваліфікацію англ. FCPS — зараз це роблять Державні Медичні Ради.
Після отримання першого ступеня післядипломної освіти, тобто англ. MD/MS/FCPS/DNB/Ph.D Medical, можна продовжувати спеціалізацію в медичному або хірургічному спрямуваннях. Це передбачає висококваліфікований вступний іспит. Цей курс має три роки додаткового підготування та вимагає подання дисертації (тез). Це вважається клінічною докторантурою, оскільки основна увага приділяється підготовці супер-фахівця з адекватною клінічною та дослідницькою підготовкою. Після того, як дисертація була затверджена та закінчився екзамен (теорія та практика), присуджують ступінь ДМ (Доктор з Медицини), англ. Ph.D Medical.
Виходячи з конкретної сфери навчання, присуджується ступінь ДМ в Кардіології, Неврології, Нефрології, Гастроентерології, Нейрорадіології, Невідкладних станів, Пульмонології, Гематології, Медичній онкології, Кардіоіанестезії, Клінічній Фармакології, Дитячих невідкладних станів, Дитячій Неврології, Неонатології, Дитяча Гастроентерологія, Нейроанестезія та ін. Для хірургічних надвисоких спеціальностей присуджуються ступінь Магістра Хірургії (лат. MCh, Magister Chirurgiae), як MCh у Кардіотракальній та Судинній хірургії, Ендокринної Хірургії, Нейрохірургії, Хірургічної Гастроентерології, Урології, Пластичної Хірургії, Дитячої Хірургії тощо. ДМ і МХ є клінічним еквівалентом ступеня Доктора. Третя альтернативна кваліфікація — це англ. DNB (надспеціальності), запропонована Національною Екзаменаційною Радою, такі як DNB в Кардіології, Неврології, Кардіохірургії, Нейрохірургії.
Після ДМ і лат. MCh, престижні державні інститути та закордонні профільні навчальні заклади пропонують далі йти на післядокторську програму річного терміну в конкретних галузях, таких як Серцева електрофізіологія, Інвазивна кардіологія, Дитяча кардіологія, Епілепсія, інсульти, електроенцефалографія, рухові порушення, нервово-м'язові захворювання, цереброваскулярна хірургія, хірургія основи черепа, нейрореаніматологія, Дитяча кардіохірургія і т.д..

### Індонезія
В Індонезії титулом «dokter» (dr.) нагороджують після того, як студент-медик отримав титул Бакалавра в Медицині (Sarjana Kedokteran; S. Ked) після 3-3.5 років навчання (принаймні) та 1,5-2 роки клінічного курсу в університетських лікарнях. Далі, студенти-медики які закінчили ці п'ять років навчання, повинні взяти участь у програмі «Uji Kompetensi Mahasiwa Program Profesi Dokter» (UKMPPD). Якщо вони пройдуть тест, вони зможуть скласти Присягу Гіппократа і отримати титул Dokter (dr.) для використання перед своїм ім'ям. Потім вони повинні пройти курс стажування впродовж року в клініках первинної медичної допомоги (також знані як «Puskesmas») або первинних лікарнях по всій країні для практикування як лікаря загальної практики під керівництвом старших лікарів. Ті, хто бажає далі Продовження навчання для спеціалізації, можуть вивчати випускні курси медицини за їхніми уподобаннями і мати право на титул «Спеціаліст з …» після їхнього імені (наприклад: Sp.A для Spesialis Anak = Педіатр). Випускний курс медицини прирівнюється до програми резидентури, яка вимагає від кандидати навчання протягом чотирьох років та стажування у стаціонарі. Зауважте, що «dr.» використовується для випускників медичних закладів, а Dr.(або неправомірно DR., Doktor) використовується для власників ДФ(англ. PhD).

### Іран
В Ірані, медична освіта починається після закінчення школи. Не потрібно попередньо медичних курсів або ступінь бакалавра. Відповідність визначається за поданням заявника на основі рейтингів кандидатів, що здали громадські вступні іспити в університет, які проводяться щороку по всій країні. Вступ у медичні школи здійснюється на конкурсній основі і тільки студенти з самим високим рангом приймаються до Медичної програми. Первинна медична освіта триває 7-7,5 років. Останніми роками навчання (останні 1-2 роки) студенти-медики повинні зробити дослідження на медичну тему і надати дисертацію, як частину свого тренування. Випускникам видається сертифікат загальної медицини, під назвою «Професійний Доктор Медицини» затверджений «Міністерством охорони здоров'я і Медичної Освіти Ірану». Всі лікарі мають отримувати ліцензії та реєстраційний номер від «Медичної Ради Ірану», перш ніж вони офіційно розпочинатимуть практику. Згодом вони можуть спеціалізуватися в певній галузі медицини у медичних вузах, що пропонують необхідну кваліфікацію.

### Камбоджа
Після закінчення 6 років загальної медичної освіти (рік базових навчань плюс 5 років) всі студенти одержують ступінь Бакалавра Медичних Наук (англ. BMedSc, кхмер. បរិញ្ញាប័ត្រ វិទ្យាសាស្រ្តវេជ្ជសាស្ត្រ), еквівалент до Бакалавр Наук, Бакалавр Хірургії (БНБХ, англ. MBBS). Цей ступінь не дозволяє випускникам самостійно працювати лікарем, але це можливо для тих, хто бажає продовжувати освіту для отримання ступеня магістра в інших галузях пов'язаних з медичними науками, такими як: охорона здоров'я, епідеміологія, біомедична наука та харчування.
Медиків-випускників, які хочуть бути повністю кваліфіковані як лікарі чи фахівці, повинні пройти етапи, як вказано нижче:
- Курс загальної практики (англ. GP) 8 років (англ. BMedSc плюс 2 роки стажування). Клінічна ротація в інтернатурі модулюється по чотирьох основних дисциплінах (загальна медицина, хірургія, гінекологія, педіатрія). Медична ступінь Доктор Медицини (ДМ, кхмерська បណ្ឌិតវេជ្ជសាស្ត្រ ឬ វេជ្ជបណ្ឌិត)) — еквівалент магістерському (англ. master's) ступеневі[джерело?].
- Після закінчення англ. BMedSc; студенти, які хочуть вступити на Програму Навчання в Резидентурі, зобов'язані здати Вступний іспит. Тривалість програми 4 роки після англ. BMedSc або ДМ (плюс 4 роки спеціалізації). Далі, якщо випускники успішно захистили свої практичні дисертації, їм присвоюється Ступінь Спеціалізованого Лікаря (ДМ за спеціальністю,кхмерська សញ្ញាប័ត្រ៖ វេជ្ជបណ្ឌិតឯកទេស, дос. «Professional Doctorate»).

Всі медичні випускники повинні виконати Захист Дисертації та здати Національний Випускний Іспит (кхмерська ប្រឡងចេញថ្នាក់ជាតិក្នុងវិស័យសុខាភិបាល) щоб стати або англ. GPs, або медичним, або хірургічним фахівцями.

### Китай
У Китаї, ступенева система дуже схожа до такої у Великій Британії. Учні можуть вступити в медичні навчальні заклади після закінчення школи. Тривалість навчання різна, є 5-річна — Бакалавр Медицини, Бакалавр Хірургії (англ. MBBS), 6-річна — Бакалавр Медицини, Бакалавр Хірургії (БМБХ, англ. MBBS) з однорічною  інтернатурою, 7-річна (Магістр Медицини, англ. Masters of Medicine), та 8-річна (Доктор з Медицини) програми. Після того, як отримали диплом, потрібно здати сертифікаційний іспит, щоб бути допущеним до практики.

### Латвія
У Латвії, тривалість базової медичної освіти — шість років, звичайно, її завершення веде до присвоєння ступеня Доктора з Медицини.

### Малайзія
У Малайзії, ДМ присуджують як приватні, так і державні університети, переважно, навчання триває 5 років. англ. Perdana University став першим університетом в Малайзії, що навчав 5-річного випускника початкового курсу. Приклад університетів в Малайзії, що пропонують початковий ступінь ДМ: англ. University Sains Malaysia, National University of Malaysia, University Putra Malaysia, UCSI University т.д..

### Нідерланди і Бельгія
У Нідерландах і Бельгії, у студентів медичних вузів є шість років університетської освіти до їх закінчення.
У Нідерландах зокрема, майбутні студенти можуть подати заявку на медичну освіту безпосередньо після закінчення найвищого рівня середньої школи, vmo («Voorbereidend wetenschappelijk onderwijs»); необхідність вищої доуніверситетської освіти не є передумовою для вступу.
Студенти-медики отримують три роки доклінічної підготовки, потім три роки навчання (co-assistentschappen, або co-schappen) в лікарнях. У одному медичному факультеті (Університет Утрехта), клінічне навчання починається вже на третій рік в Медичній школі. Після 6 років, студенти отримують градацію «Basisartsen» (англ. "base physician"). В результаті Болонського процесу, студенти-медики в Нідерландах отримують ступінь бакалавра (англ. BSc) успішно закінчивши три роки медичного університетського навчального плану, і ступінь магістра (MSc) у разі успішного закінчення усього навчання. Далі, уже лікарі можуть подати заяву і виконати докторську дисертацію (англ. R&D based doctorate), отримуючи докторський ступінь у галузі медицини(англ. PhD in Medicine). Всупереч поширеній (міжнародній) назві використання ДМ не існує, не надається, не визнається для Голландських лікарів. Крім того, для лікарів Нідерландів не існує жодної спеціальної реєстрації щодо цього.
Бельгійська медична освіта набагато більше включає теоретичних знань, у порівнянні з Голландською системою. У перші три роки, які є дуже теоретичними і призводять до отримання ступеня бакалавра університету, проводяться загальні наукові курси, такі як хімія, біофізика, фізіологія, біостатистика, анатомія, вірусологія тощо. Щоб вступити на курс бакалавра у Фландрії, майбутні студенти повинні скласти іспит, як результат обмежувальних квот (лат. numerus clausus).
Після курсу бакалаврату, студентам дозволяється вступити до курсу «майстер в медицині», який складається з трьох років теоретичного та клінічного вивчення. Загалом, перші два роки дуже теоретичні і навчають студентів патології людини, хвороб та фармакології. Третій рік — це повний рік стажування у широкому спектрі спеціальностей у різних клініках. Сьомий, останній рік, слугує свого роду «попередньою спеціалізацією», в якому студенти проходять спеціальну підготовку за фахом, яким вони хочуть займатися після медичної школи. Це контрастує з Голландським підходом, в якому випускники буквально 'basic doctors' (basisartsen), і ще не вирішили за яким фахом продовжувати спеціалізуватись.

### Німеччина
Після шести років у Медичній школі, студенти-випускники здають заключний федеральний медичний іспит (нім. Dritter Abschnitt der ärztlichen Prüfung). Випускники отримують ліцензію на медичну практику та професійний титул (кваліфікацію) лікаря (нім. Arzt). Близько 80 % з них додатково отримують академічний ступінь ДМ — схожий до ступеня Доктора з Медицини (Д-р Мед., Doctor of Medicine, нім. Dr. Med.).
Відповідні «докторські» дисертації часто написані під час 'до дисертаційного навчання' і їх можна прирівняти до магістерських наукових робіт (англ. master's thesis in science); але студентам дозволяється закінчити дисертаційний процес лише після успішного завершення навчання. Присвоєння звання — це практична необхідність, тому що багато хто помилково вважає, що тільки лікар (англ. doctor) допускається до практичної медицини.
Європейська дослідницька рада у 2010 році визначила, що нім. Dr. med. як докторський ступінь не відповідає міжнародним стандартам ступеня Доктора Філософії (англ. PhD research degree).

### Пакистан
У Пакистані ДМ — це вищий докторський ступінь, присуджується медичними університетами на підставі успішного завершення від чотирьох до шести років програми резидентури в університетській лікарні. Багато університетів пропонують ДМ. Паралельно до ДМ, є МХ (англ. MS) — це найвищий докторський ступінь присуджується після успішного завершення від чотирьох до шести років програми резидентури в хірургічній спеціальності.

### Південна Корея
У Південній Кореї, є ліцензія Медичного Доктора (ДМ).
Медична освіта в Південній Кореї (Республіка Корея) триває 6 або 4 років(-и). 6-річний курс починається відразу ж після закінчення вищої школи, і 4-річний курс який починається після 4-річної університетської освіти (для навчання на 4-річному курсі студент повинен мати ступінь бакалавра). Перші 2 роки у 6-річній системі включає фундаментальні науки і курси ліберального мистецтва (англ. liberal art).

### Румунія
Румунська медична програма триває 6 років (в тому числі клінічна практика), яка є тривалим циклом першого професійного ступеня і завершується фінальним ліцензійним іспитом (licența), на основі оригінального дослідження у дисертації студента. Присуджується ступінь 'Doctor-Medic' (Доктор-Медик) і випускники мають право використовувати титул «Dr.».

### Сінгапур
Американський Університет Дюка має медичну школу розташовану в Сінгапурі (англ. Duke-NUS Medical School), і дотримується стилю Північно-Американської моделі призначення першого професійного ступеня англ. Doctor of Medicine, MD (Доктор з Медицини, ДМ). Навпаки, Йонг Лу Лін Школа медицини (англ. Yong Loo Lin School of Medicine) Національного університету Сінгапуру присуджує БМ БХ(англ. MB BS) в якості першого професійного ступеня.

### Сполучене Королівство, Ірландія та деякі країни Співдружності
Початковий рівень першого професійного ступеня в цих країнах для медичної практики є Бакалавр Медицини та Хірургії (БМБХ, англ. MBBS, MB, MB BCh BAO, BMBS, MBBChir, чи MBChB). Цей ступінь зазвичай потребує від чотирьох до шести років навчання і клінічної підготовки, і є еквівалентом Північно-Американського ступеня Доктора Медицини. Через код Великої Британії для вищої освіти, перша сходинка в медицині включає в себе комплексну програму навчання і професійної практики, що охоплюють кілька рівнів. Ці рівні можуть зберігати, з історичних причин, «Бакалавр з Медицини, Бакалавр з Хірургії» і скорочено позначають як БМБХ, лат. MBChB, англ. MBBS чи BMBS.
У Великій Британії, Ірландії та багатьох країнах Співдружності, ДМ є ступенем післядипломного дослідження в галузі медицини (наукова докторантура). У деяких університетах, це приймає форму першої докторантури, аналогічно до англ. Ph.D., нагороджують після подання дисертації та успішної viva. Теза може складатися з нових досліджень, спрямованих на повний або неповний робочий день, з набагато меншим контролем (у Великій Британії), ніж для англ. Ph.D., або портфоліо раніше опублікованих робіт.
Для того, щоб мати право претендувати на ступінь Доктора Медицини у Великій Британії чи Університетах Співдружності потрібно володіти або ступенем «Бакалавр Медицини, Бакалавр Хірургії» (БМБХ, лат. MBChB, англ. MBBS, BMBS), або еквівалентим ступенем англ. U.S.-MD і зазвичай, необхідно мати принаймні п'ятирічний досвід післядипломної практики. Таким чином, випускники лат. MBChB, англ. MBBS/BMBS ступенів не отримають докторські ступені; проте лікарі, які мають ці ступені, називаються «Доктором», оскільки вони повністю ліцензовані як практикуючі медики. У деяких країнах Співдружності ці стажисти призначаються як «домашній наглядач»(англ. "house officers").
У деяких інших університетах (особливо старих інститутах, таких як Оксфорд, Дублін, Кембридж і Сент-Ендрюс), ступінь ДМ є вищою докторантурою (схоже до англ. DSc), нагороджують за подання портфоліо опублікованих робіт, що представляють суттєвий внесок у медичні дослідження. Кембриджський університет запровадив новий ступінь англ. MedScD (більш схожий на ступінь англ. ScD), яким нагороджували на підставі внеску в науку або мистецтво медицини, а не на основі дисертації (англ. thesis), за яку кандидат може отримати ступінь ДМ. В Оксфорді не зробили такого, але замість того, щоб знизити звання ступеня на рівень, як англ. DPhil, зберегли оригінальне академічне вбрання.
У випадку, коли нагороджують ступенем ДМ (або як перший, так і вищий докторський ступінь) для раніше опублікованих досліджень, кандидат, як правило, повинен бути випускником або штатним співробітником, маючи досвід декількох років роботи в університеті щодо визначеної проблеми.

### США і Канада
У Сполучених Штатах, ДМ надають медичні школи як «Професійна Докторантура»(англ. Professional Doctorate) (на відміну від ступеня Доктора Філософії (англ. PhD), який потребує додаткових досліджень) та акредитовані Координаційним Комітетом з Медичної Освіти (ККМО, англ. Liaison Committee on Medical Education, LCME), незалежний орган, який спонсорує Асоціація Американських Медичних Коледжів і Американська Медична Асоціація (АМА).
Вступ до медичної школи США та Канади є висококонкурентним. Так, у Сполучених Штатах близько 17 800 з приблизно 47 000 заявників(~38 %)[джерело?] отримали щонайменше одне прийняття до будь-якої медичної школи за останні роки застосування[джерело?]. Перед вступом до медичної школи студенти повинні закінчити чотирирічний цикл навчання і отримати ступінь бакалавра та здати англ. Medical College Admission Test (MCAT); проте існують деякі комбіновані медичні програми. До закінчення медичної школи і до присудження ступеня Доктора з Медицини(англ. Doctor of Medicine), студенти зобов'язані брати англ. United States Medical Licensing Examination (USMLE) Крок 1,
та клінічних знань і клінічних навичок частин Крок 2.
Ступінь ДМ, як правило, заробляють за чотири роки. Після нагородження ступенем ДМ, лікарі, які хочуть практикувати в США, повинні пройти щонайменше однорічне стажування (англ. PGY-1, PostGraduate degree Year) і здати англ. USMLE Крок 3. Для того, щоб отримати правовий статус або статус акредитації за спеціальністю медицини, таких як загальна хірургія і внутрішня медицина, лікарі мають пройти додаткову спеціальну підготовку у формі резидентури. Ті, хто бажає додатково спеціалізуватися в таких сферах, як кардіологія та інтервенційна радіологія потім ще завершують стажування. В залежності від спеціалізації яку вибрав лікар, резидентура та стажування вимагають додатково від трьох до восьми років навчання після отримання ДМ. Це може бути подовжено ще за допомогою додаткових досліджень, які можуть тривати один, два або більше років[джерело?].
У Канаді, ДМ — основний медичний ступінь, необхідний для практики медицини. Медичний факультет університету Макгілла є єдиним медичним закладом в Канаді, який продовжує нагороджувати ступенем Д. М., М. Х. (лат. Medicinae Doctorem et Chirurgiae Magistrum, що означає «Доктор з Медицини і Магістр Хірургії», абревіатура Д. М. М. Х., лат. M.D.C.M.). По закінченні навчання, студенти входять у фазу тренування у резидентурі. До отримання ліцензії для незалежної практики, у місцевому регулюючому органі, студенти повинні завершити випробування Медичної Ради Канади з Кваліфікаційних Іспитів (англ. Medical Council of Canada Qualifying Examination, фр. Le Conseil médical du Canada) для отримання кваліфікації Ліцензіат Медичної Ради Канади (ЛМРК, англ. LMCC).[джерело?]

#### Клінічні та наукові дослідження лікарів
Хоч ДМ — це професійний ступінь, а не наукова докторантура (тобто кандидат наук, англ. Ph.D.), багато власників ступеня ДМ проводять клінічні та фундаментальні наукові дослідження і публікації в рецензованих журналах, під час навчання і після закінчення університету; академічний лікар (учений лікар), робота якого підкреслює фундаментальні дослідження називається лікар-науковець. Комбіновані медичні та науково-дослідні тренінги пропонуються за допомогою програм, що надають ступінь Кандидат Медичних Наук(англ. Doctorate of Medicine and of Philosophy, MD-PhD). У Національному інституті охорони здоров'я США (англ. NIH), через його навчальну програму англ. Medical Scientist Training Program, засновано навчальні програми англ. MD-PhD у багатьох університетах. Деякі ДМ вибирають наукову кар'єру і отримують фінансування від англ. NIH, а також інших джерел, таких як Медичний інститут Ховарда Хьюза (англ. Howard Hughes Medical Institute, HHMI). У Міністерстві освіти США та Національному Науковому Фонді не включають ДМ або інші професійні докторські ступені до ступенів, еквівалентних науковій докторантурі.

### Таїланд
Тайська медична освіта триває 6 років. Система, що складається 1-ого року фундаментальних досліджень, 2-ох років доклінічної підготовки, і 3-ох років клінічного навчання. По закінченні навчання всі студенти-медики повинні пройти національний медичний випускний іспит та університетський комплексний тест. Після медичної школи, тільки що отримавши диплом лікаря медики зобов'язані за контрактом провести рік стажування і 2 роки роботи у сільській місцевості, перш ніж вони мають право на будь-яку іншу позицію у резидентурі або підготовку за спеціальністю. Студенти будуть отримувати ступінь Доктора з Медицини, ДМ (англ. Doctor of Medicine). Тим не менше, ступінь прирівнюється до ступеня магістра (англ. master's) в Таїланді. Підготовка за спеціальністю після ступеня ДМ потребує не менше 4-6 років резидентури в навчальних університетських лікарнях та необхідність пройти екзаменаційну перевірку. Екзаменаційна сертифікація спеціалізованого ступеня прирівнюється до докторського ступеня.

### Тайвань
У Тайвані, ДМ є першим професійним ступенем, що присвоюється, і який вищий за рамки вищої освіти.

### Туніс
У Тунісі, освіта безкоштовна для всіх громадян Тунісу і для іноземців, які мають стипендії. Найстарішою Медичною школою є факультет Туніського Університету(англ. University of Tunis). Є чотири медичних факультети розташовані у найбільших містах: Туніс, Сфакс, Сусс і Монастір. Прийом до факультетів залежить від успіхів і оцінок на бакалаврському іспиті. Прохідний бал дуже високий, здійснюють вибір на конкурсній основі серед всіх претендентів по всій країні. Медична школа навчальна програма складається з п'яти років. Перші два роки медичної теорії, що містить всі основні науки, пов'язані з медициною, та наступні три роки — клінічні питання, пов'язані з усіма медичними спеціальностями. За останні три роки, студент отримує статус «Externe». Студент повинен бути присутнім в лікарні кожен день, циркулюючи у всіх відділеннях лікарні. По завершенні кожного періоду потрібно пройти клінічний іспит щодо знань студента у цій спеціальності. Після тих п'яти років, є два роки на стажування, в якому студент є лікар, але під керівництвом досвідченого лікаря (завідувач відділення); студент циклічно працює у основних і найбільш суттєвих напрямках спеціалізації, по чотири місяці кожен. Далі, студент має вибір: або здавати національний іспит резидентури, або продовжити термін свого стажування ще на один рік, після чого він отримує статус сімейного лікаря. Програма резидентури триває від чотирьох до п'яти років, за фахом на які випускник має право, залежно від його результату при здачі національного іспиту резидентури, за правилом — власник «вищої оцінки вибирає першим». Незалежно, що вибрав студент, бути сімейним лікарем або фахівцем, він повинен написати докторську дисертацію, яку він буде захищати перед журі, після чого він отримує ступінь Доктора Медицини (ДМ).

### Україна
В Україні, на 2018 рік, у медичні університети можуть поступати випускники школи з завершеною повною середньою освітою, що справилися з відповідними іспитами (по дисциплінах визначених цими університетами) у загальнодержавній системі оцінювання знань випускників — ЗНО (Зовнішнє незалежне оцінювання).
Українські медичні університети пропонують 6-ти річний навчальний план, який має завершуватися здачею Державного комплексного іспиту. Випускник отримує Диплом державного зразка з титулом «Диплом спеціаліста», де вказується спеціальність, та кваліфікація (наприклад, «Лікар»), або «Диплом Магістра» також державного зразка. Після цього випускник згідно рейтингового розподілу (в університеті), зобов'язаний пройти практичний курс — інтернатуру (робота на посаді лікаря під наглядом досвідченого лікаря) тривалістю від 2 до 3 років, за відповідною спеціальністю. Успішне завершення інтернатури передбачає, що лікар-інтерн складає екзамен за спеціальністю, у тому числі тестування та отримує сертифікат лікаря-спеціаліста МОЗУ, що є формальним дозволом для практичної діяльності. Проте, завершена успішно резидентура теж є підставою для подальшої практики лікаря. Таким чином, в Українській медичній освіті офіційно існує два види «післядипломного стажування» (на 2018 рік) клінічна інтернатура та резидентура: обидва терміни введено в поняття вищої медичної освіти, однак на рівні закону їх почерговість чи прерогатива не з'ясовані та не визначені.
Щодо звання, американський ДМ та український Лікар є тотожними.

### Філіппіни
Філіппінський ДМ — це перша професійна ступінь у галузі медицини. Це досягається завершенням 4-річної або 5-ти річної програми (з інтернатурою включно) які акредитовані Асоціацією Філіппінських Медичних Коледжів та Комісією з Вищої Освіти (англ. Association of Philippine Medical Colleges, Commission on Higher Education). Ступінь ДМ не дозволяє працювати в практичній медицині, але кваліфікує власника ступеня для подачі заявки на реєстрацію до Професійної Комісії з Регулювання (англ. Professional Regulatory Commission). Реєстрація в Комісії по закінченні інтернатури та здача екзаменів надає привілей практикувати медицину у Філіппінах.

### Франція
Після закінчення вищої школи з бакалавратом, будь-який студент може зареєструватися в університеті медицини (близько 30 по всій країні). В кінці першого року, внутрішнє ранжування проводиться в кожному з цих університетів для виконання обмежувальних квот. Перший рік складається переважно з теоретичних дисциплін, таких як біофізика і біохімія, анатомія, етика чи гістологія. Проходження першого року зазвичай вважається дуже складним, що вимагає напруженої і безперервної праці. Кожен студент може спробувати тільки два рази. Наприклад, в університеті імені Рене Декарта (фр. Université René Descartes) вступає близько 2000 студентів на перший рік, і тільки 300 залишається після лат. numerus clausus (замкнене число).
Другий і третій роки, загалом теоретичні, хоч навчання часто супроводжується розміщенням на місцях (наприклад, стажувань як медсестер або в закладі швидкої допомоги, залежно від університету).
Під час четвертого, п'ятого і шостого років, студент-медик отримає особливий статус «екстернів» («externe», в деяких університетах, таких, як П'єр і Марі Кюрі, «externe» статус присвоюється починаючи з третього курсу). Вони щодня працюють в якості стажистів у лікарні, плюс кілька нічних змін в місяць, та навчаються в день. Кожне стажування триває від трьох до чотирьох місяців, далі — перехід в інший відділ. Студенти отримують п'ять тижнів відпустки в році.
Наприкінці шостого року, вони повинні пройти Національний рейтинговий іспит, який визначить їх спеціальності. Перший студент вибирає перший, потім другий, і так далі. Як правило, студенти працюють за п'ятий і шостий роки для того, щоб правильно тренуватися в Національному рейтинговому іспиті. Протягом цих років, реальна практика в лікарні і деякі теоретичні курси призначені для балансу тренінгу.
Середня заробітна плата таких «екстернів» становить від 100 до 300 євро в місяць.
Після цього іспиту, студенти можуть почати працювати як резиденти за спеціальністю, яку вони змогли вибрати. Це точка, з якої вони також починають отримувати плату.
По закінченню медичної програми французькі медики повинні захищати дипломну роботу; однак, на відміну від кандидатської дисертації (англ. PhD thesis), насправді не потрібно писати тільки оригінальні дослідження. Завершення захисту роботи, дозволяє отримати французьким студентам медичних вузів Державний Диплом Доктора Медицини (ДМ, англ. MD, фр. diplôme d'Etat de docteur en médecine). Кожен новий лікар повинен потім розпочати писати Диплом спеціалізованих досліджень (ДСД,англ. DES, французька diplôme d'Etudes spécialisées), таким чином позначивши свою спеціалізацію. Деякі студенти також можуть отримати Диплом Додаткових Спеціальних Досліджень (ДДСД, англ. Diploma of Complementary Specialized Studies (DESC), французька diplôme d'Etudes spécialisées complémentaires).
На 2018 рік медична освіта Франції вважається найтривалішою в Європі.

### Швеція
Медична освіта в Швеції починається з п'яти-з-половиною-річної університетської програми, що веде до ступеня «Магістра з Наук в Медицині» (швед. Läkarexamen). Після цього, Національна Рада Охорони Здоров'я і Соціального Забезпечення (англ. National Board of Health and Welfare) вимагає як мінімум 18 місяців клінічної інтернатури (швед. Allmäntjänstgöring) перед наданням лікарської ліцензії (швед. Läkarlegitimation), щоб бути повністю кваліфікованим як Шведський еквівалент ДМ (англ. Medical Doctor, MD).
Це стажування складається з хірургії (3-6 місяців), терапії (3-6 місяців), психіатрії (3 місяці) і сімейної медицини (6 місяців). Отримавши ліцензію на практику, лікар може подаватись на посаду, щоб розпочати підготовку спеціалізації. Тепер[коли?] є 52 визнаних медичних спеціальності у Швеції. Спеціалізація має тривалість не менше п'яти років, яка після закінчення дає офіційну кваліфікацію як фахівця відповідно (вузька спеціалізація).

### Шрі-Ланка
У Шрі-Ланці, ступінь ДМ є вищим етапом післядипломної освіти, яким нагороджує Інститут Післядипломної освіти з Медицини, після закінчення післядипломного курсу, іспитів та спеціального навчання. Докторська ступінь в Шрі-Ланці репрезентує спеціальну підготовку з клінічної, параклінічної та профілактичної медицини (наприклад, загальної медицини, кардіології, нефрології, онкології; параклінічних, таких як мікробіологія, гематологія та профілактичних, наприклад, медична допомога в громаді(комунальна медицина)). Вступ на курс ДМ відкрито тільки для випускників котрі отримали ступінь БМБХ (англ. MBBS)(з тривалістю п'ять з половиною років), а навчання здійснюється в медичних дисциплінах, які не є хірургічними за своєю природою (наприклад, внутрішньої медицини, радіології, патології і т.д.). Після трьох чи чотирьох років навчання і успішної здачі іспиту письмово та вирішення кейсів (задач), присуджується ступінь ДМ у відповідній галузі. У громадській медицині і медичному адмініструванні, частина I іспиту складається з теоретичного іспиту, а ступінь присуджується після закінчення дисертації в якості к.м.н.(англ. PhD). Ця дисертація має бути завершена протягом п'яти років. Після успішного захисту академічної (наукової) дисертації, присуджується ступінь ДМ. Тримач ступінь доктора медицини є сертифікованим сертифікованим фахівцем відповідної ради дослідженні Інститут Післядипломної освіти з Медицини після того, як він або вона проходить 2-4 років місцеве та закордонне навчання в залежності від обраного напрямку/спеціалізації.
В Аюрведі, Бакалавр Аюрведи, Медицини і Хірургії Б. А.М.Х (англ. B.A.M.S), в Унані медицина, Бакалавр з Унані Медицини і Хірургії БУМХ (англ. BUMS), в Сідха медицина, Бакалавр Сідха Медицини і Хірургії БСМХ, основні кваліфікації для практикуючих Аюрведу, Унані, Сідха. На  Б. А.М.Х, Б. У.М.Х та Б. С.М.Х  6-ти річна освіта  (у тому числі стажування), прийнята Університетською Комісією Грантів (англ. University Grants Commission, UGC) (Шрі-Ланка). Д.М (Аю)(Ayurveda vachaspati) можна отримати після Б. А.М.Х, як спеціалізацію, і це займає 3 роки (у тому числі підтвердження тези (магістерська)), щоб закінчити курс. Аюрведа Д. М. (Аю) (Ayurveda vachaspati) є ступенем магістра, прийнятим Університетською Комісією Грантів (Шрі-Ланка), після завершення магістратури (англ. MPhil) можна просуватись далі, до ступеня к.м.н. (Ph.D.) за програмою в Шрі-Ланці.

### Еквівалент ступеня в інших країнах
- У Бангладеші основним медичним ступенем є БМБХ (англ. MBBS). Після закінчення середнього рівня освіти (12 років) кандидат повинен пройти 5 років медичного навчання в будь-якому медичному коледжі для досягнення ступеня БМБХ. Після отримання ступеня, кандидат повинен пройти один рік стажування, щоб отримати акредитацію англ. BMDC (Бангладешська Медична та Стоматологічна Рада) з метою практики в країні.
- У Бразилії ступінь «Doutor em Medicina» (медичний лікар, абревіатура «Dr») надається після шести років інтенсивного бакалаврату, де теоретичні та практичні заняття обов'язково включають в себе інтенсивне стажування (як правило, два роки). Не має жорстких вимог до дослідницької роботи, яка має бути завершена протягом цих років, але більшість курсів запропонують та забезпечать певну участь у дослідженнях. «Doutorado» є еквівалентом Доктора Філософії (англ. PhD, тобто ступінь післядипломної освіти), яка зазвичай називається «Professor Doutor (Prof.Dr.)» у випадку лікарів, які досягли такого ступеня. Не має особливої різниці в назві (або абревіатурі) між лікарями та хірургами, або між випускниками медичних закладів та спеціалістами.
- У Гаяні, Доктор Медицини (ДМ, англ. MD) отримує ступінь після закінчення 4 років або 5 років навчання. Американський університет «Тексіла», університет «Зеленого серця», Американська міжнародна медична школа, англ. Alexander American University підтримують ці програми.
- У Греції, після шестирічного навчання, медичний студент отримує свій медичний ступінь та право використовувати «Δρ.» (Доктор) перед своїм ім'ям. Це вважається еквівалентним назві ДМ (англ. MD).
- У Грузії медичні вищі навчальні заклади пропонують 6-річний навчальний план, що призведе до присвоєння «Доктор медичних наук» (ДМ) «Лікар» «Доктор Медицини» (ДМ), Європейський ступінь медичної освіти який признають в усьому світі. Відомими медичними університетами є Тбіліський державний медичний університет і Тбіліська медична академія ім. Петра Шотадзе[45]
- Данія та Норвегія: дан. Candidatus medicinae чи норв. Candidata medicinae (Кандидат медицини, англ. cand. med.) видається після завершення шестирічної медичної програми, до якої студенти звертаються безпосередньо після закінчення середньої школи. Програма зазвичай включає невелику дисертацію. Проте, англ. cand. med. не слід плутати з попереднім Данським та Норвезьким ступенем Доктором медицини (англ. Dr. Med.), який є окремим ступенем від англ. Ph.D., і являє собою найвищий ступінь досвіду медичного дослідження. Як правило, це складається щонайменше з 5-6 оригінальних публікацій.
- У Домініканській Республіці він знаний як «Doctor en Medicina» (англ. Doctor in Medicine, доктор медичних наук). У 1511 р. Іспанська католицька церква заснувала перший університет Північної та Південної Америки в Санто-Домінго, що є нинішньою столицею сучасної Домініканської республіки, і називає його Університет Санто Томас де Акіно (сьогодні Universidad Autonoma de Santo Domingo). 1630 року цей університет випустив перших лікарів Америк, а серед випускників увійшли корінні американці.
- В Італії, після закінчення курсу Магістра в галузі медицини та хірургії (тривалістю шість років) випускник нагороджується титулом італ. "Dottore in Medicine and Chirurgia" (дослівно «Доктор медицини та хірургії»). Після отримання цього ступеня випускникам необхідно скласти державний екзамен (так званий «іспит на спроможність до медичної практики», італ. "abilitazione alla professione medica"), за допомогою якого вони набувають право працювати лікарем.
- У континентальному Китаї деякі медичні школи присвоюють ступінь MBBS іноземним студентам, тоді як всі медичні школи присвоюють Бакалавра Медицини громадянам. ДМ є вищим академічним науковим ступенем.
- У Колумбії, факультети лікарень університетів присвоюють титул «Medico Cirujano» після 10 семестрів навчання у «всій клініці та хірургічній дисципліні» та два семестри на стажуванні. Після отримання ступеня є «обов'язкова соціальна робота» — це лікарі, що займаються лікуванням у сільській місцевості. Програми проживання тривалістю 3-4 роки залежать від спеціальності.
- У Косово існують вищі медичні школи (ВМШ або коледжі). Студенти з початкової школи можуть вступити до вищої медичної школи, де навчання триватиме 3 роки. Коли вони закінчують 3-х річне навчання, вони практикують 4 місяці. Після цього, випускники можуть бути медсестрою або можуть вступати до медичних закладів у Приштина, з подальшим навчанням, що займає 6 років, включаючи практику. Завершення навчання дозволяє їм стати доктором.
- У Мексиці та Перу медичні школи надають ступінь «Título de Médico Cirujano» після закінчення шести-семирічного навчання. Цей навчальний план включає в себе рік циклічного стажування та рік соціальної служби, по надданню допомоги громаді.
- У Непалі, надають ступінь БМБХ (англ. MBBS). Це ступінь бакалаврату, яким нагороджують після закінчення чотирьох з половиною років медичної школи, а потім — один рік клінічної інтернатури. Більшість медичних шкіл також пропонують подальшу освіту ДМ та МХ (англ. M.D and M.S.) ступеня, що вимагає ще трьох років навчання. Пост-докторський Д. М. і М. Х.(англ. D.M. and M.Ch.), завершальний ступінь видається кількома елітними закладами після трьох років навчання над спеціальністю.
- У Польщі титул пол. «lekarz» (лікар, медичний доктор) або пол. «lek.» надається після закінчення 6-річної медичної програми (студенти потрапляють до неї безпосередньо після закінчення вищої школи)[46] Багато медичних шкіл у Польщі також пропонують програми з медицини англійською мовою, які надають ступінь Доктор Медицини (ДМ, англ. MD)[47][48][49]. На відміну від цього, вища докторська академічна пошукова ступінь в галузі медицини нагадує КМН (Кандидат Медичних Наук) чи ДФ (англ. PhD), називається пол. «doktor nauk medycznych" (Доктор наук з медицини, Доктор медичних наук). Спеціалізація оцінюється аналогічно спеціалізації в англійській системі, та є передумовою для «доктора медичних наук»(абревіатура «пол. dr. n. med.») який, як правило, визначається в межах одного напрямку.
- У Португалії, для медичної практики є обов'язковим ступінь магістра в медицині (надається після 6 років інтегрованої магістерської програми у медицині). До початку Болонського процесу в 2007 році, той самий курс був лише Ліцензійним Ступенем. Після закінчення 6-річної програми студенти повинні пройти Національний Сертифікаційний Іспит(порт. Prova Nacional de Seriação), а потім рік Загального Медичного Стажування (порт. Ano Comum). Коли стажування закінчується, студенти перебувають у виборі Медичної Спеціальності відповідно до їх рейтингу у вищезгаданому іспиті та вакансіях, доступних для кожної лікарської спеціальності. Тільки коли кожен студент закінчить Медичне Стажування, лише тоді їм дозволено буде здійснювати лікування без нагляду. Вступ до Інтегрованої Магістерської Програми в Медицині проводиться безпосередньо після Вищої Школи, за рівнем студента — щороку в Португалії з'являється близько 1800 нових Студентів Медицини у 8 різних Медичних Школах.
- У Росії, медичні університети Росії пропонують 6-річний навчальний план, що призведе до нагородження титулом «Доктор Медицини» «Лікар».
- У Сербії і Хорватії, назва «doktor medicine» (скорочено «dr. med.») нагороджується після закінчення шестирічного навчання на медичному факультеті («medicinski fakultet») відразу після вищої школи.
- У Словенії, титул «Доктор Медицини» (скорочено «dr. med.») присуджується після закінчення шести років навчання в одному з двох Словенських Медичних Факультетів («medicínská fakulteta») в Любляна або Марибор. Вивчення на цих факультетах можливо тільки тоді, коли студент закінчив гімназію /англ. grammar school («ģimnāzija») із загальним дипломом під назвою «splošna matura».
- У Судані виданий диплом у більшості медичних шкіл має титул Бакалавр Медицини та Базова Хірургія (англ. Bachelor of Medicine and Basic Surgery, MBBS). У школах, які базуються на англійській системі медичного викладання, ступінь надається після шести років навчання. Що стосується шкіл, які приймають американську систему, вони надають студентам ступінь англ. MBBS через п'ять років.
- У Туреччині назва «Tıp Doktoru» («Доктор Медицини») присвоюється після успішного закінчення шестирічного навчання, розпочатого п'ятирічною університетською освітою, що включає трирічне вивчення фундаментальних наук та два роки клінічних дисциплін, після яких один рік стажування у університетських лікарнях.
- У Фінляндії тривалість базової медичної освіти становить шість років, і курс призводить до присвоєння ступеня Licentiate of Medicine.[50].
- У Чехії та Словаччині назва МУДр. (англ. MUDr., Лікар «Medicinae Universae» або «doktor medicíny») — це професійний докторський диплом, отриманий після закінчення шестирічного навчання в магістратурі медичних навчальних закладів. Аспірантура з академічних наук в галузі медицини є ступенем Доктора Філософії.
- В Японії, титул «Доктор медицини (ДМ)» присвоюють урядом після закінчення випускником медичного університету або коледжу з 6-річним навчальним планом і проходженням державного іспиту.

## Інші ступені післядипломної клінічної освіти
Є також схожий поглиблений професійний ступінь для післядипломного ДМ: Майстер Хірургії (зазвичай, англ. Master of Surgery лат. ChM чи англ. MS, але лат. MCh у Шотландії, Ірландії, Уельсі і в Оксфорді, та лат. MChir у Кембриджі). Це еквівалентні ступені, але їх різні назви, зумовлюють необхідність хірургів повернутися до титулу Доктора(англ. Dr.), який вони колись отримали, як нові випускники БМБХ (англ. MBBS).
В Ірландії, до базової медичної кваліфікації входить освоєння спеціальності в акушерстві, подібний до вищого ступеня Магістра Мистецтв в Аакушерстві (англ. Master of the Art of Obstetrics, MAO). Майстер(Магістр) Акушерства раніше розглядався як високоповажний учасник товариства Шанованих Аптекарів Лондона (звідси і англ. ММСА), але потрапив у стан невизначеності в 1960-х роках, в цьому випадку, термін Майстер(Магістр) означав не вищу освіту, а професійне звання, яке є загальним серед ремісничих гільдій.
У Східній Африці, медичні школи у Кенії, Танзанії і Уганді присуджують ступінь Магістра Медицини (англ. Master of Medicine, MMed) в обох спеціальностях хірургічних і медичних дисциплін, після навчання від трьох до шести років.
У країнах Західної Африки, Західно-Африканський Коледж Лікарів і Західноафриканський Коледж Хірургів призначають до Товариства Західно-Африканського Коледжу Лікарів (англ. Fellowship of the West African College of Physicians, FWACP) та Товариства Західно-Африканського Коледжу Хірургів (англ. Fellowship of the West African College of Surgeons, FWACS) з медичних та хірургічних дисциплін, відповідно після чотирьохрічного періоду резидентури.
Ступінь Доктор Остеопатичної Медицини (англ. Doctor of Osteopathic Medicine) або ДО (англ. DO) надає такі ж права для практики в США та Канаді, як для ступеня Доктора Медицини, і Доктори остеопатичної медицини — це повністю ліцензовані лікарі. Власники ступеня ДМ повинен здати відповідного рівня екзамени ДМ, у той час як власники ДО можуть пройти ДО(англ. COMLEX) екзамен або іспит ДМ(англ. USMLE). Аналогічно, ДМ зобов'язані пройти оцінювання резидентури та суміжних програм, в той час як ДО можуть проходити, або програму ДМ або програму Остеопатія(ДО). Внаслідок цього, Рада з Акредитації з Ступеневої Медичної Освіти (РАСМО, англ. Accreditation Council for Graduate Medical Education, абревіатура ACGME) нині[коли?] переходить на єдину систему акредитації медичних резидентур в США. У середньому, ДМ матрикулянти мають 510 балів на іспиті англ. MCAT і середній англ. GPA 3.70, в той час як ДО — 504 бали та мають середній англ. GPA 3.56.[джерело?] Американська ступінь ДМ визнається більшістю країн світу. У той час як ДО лікарі ліцензовані тільки на практику в повному обсязі в медицині і хірургії в 65 країнах[відсутнє в джерелі].